# Мечеть Ульд Абас
Мечеть Ульд Аббас или Ибн Аббас также известна как Старая мечеть (араб. مسجد ابن عباس‎, фр. Mosque Ould Abbas) — мечеть в столице Мавритании, городе Нуакшот.

## История
Мечеть Ульд Аббас была построена за средства полученные от правительства Туниса. Она была открыта в 1963 году и является первой мечетью в столице Мавритании.
19 марта 2012 года Хаддмин Ульд Салек имам мечеть Ульд Аббас, на Съезде Ассоциации мавританских улемов в Нуакшоте выступил против экстремизма и радикализма в исламе.

## Описание
Мечеть Ульд Аббас расположена между рынками Марше де ла Вианде и Марше Капитале, к юго-западу от Саудовской мечети. Мечеть имеет 9 куполов и 1 минарет.